# Панајот Крстевић Ђиноски
Панајот Крстевић Ђиноски (Галичник, 1841. — Врање, 1886.) био  је српски сликар и иконописац.

## Биографија
Панајотов отац био је учитељ Крста Петровић Ђиноски. Имао је браћу Теофила, Василија и Александра који су се бавили различитим видовима уметности. Панајот Ђиноски је од четрнаесте до седамнаесте године изучавао зографско сликарство од Ћурчина Фрчковског.
Панајот је насликао велики број иконостаса. Превео је зографски приручник Ерминију са грчког на српски. Оставио је у рукопису опис народног живота и обичаја Мијака и Мијачки речник.
Најактивнији је био у Бугарској, али се 1881. године са породицом преселио у Врање, где се посветио сакупљању народне поезије и записивању народних обичаја. Након Панајотове смрти, захваљујући брату Александру, у Русији је објављен зборник етнографског материјала који је Панајот за живота прикупио.
Након што су преминули Панајот и њихови родитељи, браћа Ђиноски се селе у Подгорицу, где оснивају радионицу. Теофил и Василије су се бавили дуборезачким и каменорезачким занатом, иконописом и фрескосликарством, док је најмлађи Александар, осим што се бавио дрворезбарством, био и фотограф. Након смрти браће 1894. године, Василије је наставио да ради са сином Миливојем, а повремено је са њима радио и иконописац Петар Чолановић из Подгорице.